# Miota mycetophilae
Miota mycetophilae is een vliesvleugelig insect uit de familie van de Diapriidae. De wetenschappelijke naam van de soort is voor het eerst geldig gepubliceerd in 1922 door Kieffer.